# Gilles Dal
 (août 2023).
Il peut être nécessaire de l'améliorer pour respecter le principe de neutralité de point de vue. Veuillez consulter la page de discussion pour plus de détails.

Gilles Dal, né le 9 juin 1975, est un écrivain, historien, dramaturge et scénariste de bande dessinée belge,,,,.

## Biographie
Après avoir obtenu un doctorat en histoire à l'Université Paris I PanthéonSorbonne[réf. nécessaire], Gilles Dal se consacre à l'écriture en collaborant à différents médias belges : L'Écho, La Libre Belgique, BFM Belgique, la RTBF, Spirou, Arte Belgique, AB3, Nostalgie, Bel RTL, Marianne Belgique, So Soir, supplément du journal Le Soir.
Il a participé de nombreuses années aux émissions le Jeu des dictionnaires et La Semaine infernale sur les ondes de la RTBF (où il écrit et interprète de nombreux sketches), ainsi qu'à diverses émissions belges dont notamment Cinquante Degrés Nord, diffusé sur Arte Belgique ; TV Belgiek, diffusé sur AB3 ; Les Sauveurs, diffusé sur Nostalgie ; Babelgium, diffusé sur la RTBF ; C'est presque sérieux, sur La Première (RTBF).
En 2017, il écrit et co-réalise le documentaire J'adore les Belges (co-prod. O2B Films - Kwassa Films), diff. sur BeTV, la RTBF et Planète+ ; en 2018 est montée sa première pièce, Tout va très bien, au Théâtre de la Toison d'Or,,,.
En 2022, il écrit et joue dans Bla Bla Bla,,, une pièce sur les travers de la communication montée au Théâtre de la Toison d'Or.
Il enseigne par ailleurs à l'IHECS, à l'Université de Lille et à l'ISFSC.[réf. nécessaire]

## Œuvres

### Livres
Bibliographie sélective
- La Frustration reine. Essai sur la société funambule, Elytis Édition, 2001
- La Sécurité sociale à ses débuts : réactions suscitées, arguments échangées. Aux sources du conflit social, Paris, L'Harmattan, 2003
- Une longue vie, Paris, Publibook, 2004
- Loués soient nos téléviseurs, Paris, Buchet-Chastel, 2005
- Petit répertoire de lieux communs, Bruxelles, Racine, 2006
- Peur de son ombre. Questionnements sur les temps actuels, Cortext, 2008
- Avec tout ce qu'on entend ! Médias, show business, politique, relations amoureuses, mondanités, La Muette, 2011
- 100 Perles de sagesse du Dalaï Lammers, Lamiroy, 2013
- Comment devenir Belge en 10 leçons, coll. « Gilles Verlant présente », préface de Philippe Geluck, illustrations de Frédéric Jannin et Johan De Moor, Michel Lafon, 2013
- Belgium Et Cetera, The great history of little Belgium by 22 Belgian press cartoonists. Based on a true story written by Gilles Dal, Van Halewyck - TheCartoonist.be, 2016
- La Xyloglossie, ou l'art de noyer le poisson. Toutes les ficelles de la langue de bois, Marque Belge, 2017
- (nl) Belgium Art Cetera, Art history in Belgium by 22 Belgian press cartoonists. Based on a story written by Gilles Dal, Van Halewyck - TheCartoonist.be, 2017
- Le Contrat idéal, Lamiroy, 2018  (ISBN 978-2-87595-116-8)
- Le Guide absurde de l'honnête homme pour briller -ou pas- en société, Marabout, 2019
- Rodomontades. Tout n'est pas perdu[15], avec Stefan Liberski, Frédéric Jannin et Alain Debaisieux, CFC, 2020
- Tout survoler à mille lieues, avec Chanic, Lamiroy, 2021  (ISBN 978-2-87595-531-9)
- Sur le pas de la porte. 45 artistes empêchés, avec Michael Havenith, Kennes, 2021  (ISBN 9782380754230)

### Bandes dessinées
- Malaise Vagal, avec Frédéric Jannin, Fluide glacial, 2008  (ISBN 9782858158232)
- Problèmes de connexion, avec Frédéric Jannin, Fluide glacial, 2009  (ISBN 9782858159437)
- 300 millions d'amis, avec Frédéric Jannin, Dupuis, 2009  (ISBN 9782800145600)
- Toi+Moi.org, avec Frédéric Jannin, Dupuis, 2010  (ISBN 9782800147802)
- Chers Voisins, avec Philippe Bercovici, Dupuis, 2012  (ISBN 9782800155203)
- Vie et mœurs de l'agent immobilier, avec Philippe Bercovici, Dupuis, 2012  (ISBN 9782800155210)
- Fais pas ci, fais pas ça, avec Philippe Bercovici, Dupuis, 2012  (ISBN 9782800155258),adaptation de la série de France 2 : Fais pas ci, fais pas ça.
- Cœur glacé[16],[17], Le Lombard, Bruxelles, août 2014
Scénario : Gilles Dal - Dessin et couleurs : Johan De Moor -  (ISBN 9782803634095)Album toilé.
- Comment devenir Belge (adaptation du livre), avec Frédéric Jannin, Jungle, 2015  (ISBN 978-2-8222-1094-2)
- La Vie à deux, Le Lombard, Bruxelles, octobre 2016
Scénario : Gilles Dal - Dessin et couleurs : Johan De Moor -  (ISBN 9782803635375)
- Comment redevenir Belge (adaptation du livre; tome 2), avec Frédéric Jannin, Jungle, 2017  (ISBN 978-2-8222-2036-1)
- Rompre sans peine, avec Frédéric Jannin, Tchosss, 2018  (ISBN 9782960215106)
- Belgian brol, avec Frédéric Jannin, Éditions Jungle, 2021  (ISBN 9782822233866)
- Avec les compliments du chef[18], avec Frédéric Jannin, Anspach, 2022  (ISBN 9782931105092)